# Pianofortefabrik Gerhard Adam Wesel
Die Pianofortefabrik Gerhard Adam Wesel war ein Klavierbaubetrieb in Wesel in Nordrhein-Westfalen.

## Geschichte
Im Jahr 1828 gründete der Tischlergeselle Gerhard Adam (* 5. April 1797 in Wesel; † 1879) nach Stationen in Stuttgart und Wien und 1828 in Wesel eine Fabrik für Pianos. Mit etwa 40 bis 60 Mitarbeitern stellte sie jährlich ca. 190 Instrumente her, die teilweise nach Amerika exportiert wurden. Die jährliche Durchschnittsproduktion bezifferte man in den Jahren 1864–1874 auf etwa 100, 1880–1882 ca. auf 250 und 1900–1902 auf ca. 500 Instrumente.
Nach einem Brand 1880 der Fabrik an der Straße Kaldenberg musste Adam teilweise neue Gebäude errichten. Infolge der Weltwirtschaftskrise erlitt auch die Firma Adam beträchtliche finanzielle Einbußen und musste sich von allen Immobilien mit Ausnahme des Duisburger Hauses trennen. Nach der Einstellung der Instrumentenproduktion im Jahr 1930 wurde das Duisburger Haus im Zweiten Weltkrieg zerstört, „Die Firma Gerhard Adam in Wesel hatte 1928 die Zahl von 28.000 fertiggestellten Instrumenten erreicht.“

In der Schrift für Handel und Gewerbe von 1853 heißt es zu Adams Pianofabrik: 

„Von Hause aus ohne Vermögen, hat Adam durch eigene Tätigkeit und Fleiß sich die Mittel erworben, welche zur direkten Beziehung des besten Materials und jahrelanger Aufspeicherung desselben nötig sind. So hat er aus seiner Fabrik nach und nach eine wirkliche Kunstwerkstatt gemacht, deren Erzeugnisse den besten des Auslandes immer mehr zur Seite gestellt werden können, ja, viele von jenen durch Gediegenheit der Arbeit und Dauerhaftigkeit übertreffen.“

## Auszeichnungen
- Gerhard Adam erhielt auf der Pariser Ausstellung im Jahre 1855 für einen Konzertflügel, ein Pianino und ein Tafelklavier die silberne Medaille erster Klasse. Er war damals der einzige Aussteller aus Preußen, dem die Auszeichnung der Medaille erster Klasse zuteilwurde. Seine Instrumente sind jetzt wieder durch die internationale Jury der Londoner Ausstellung vollständig anerkannt worden.[5]

- 1857 Silbermedaille an Gerhard Adam (Wesel, Pianos). Im Verzeichnis der preußischen Aussteller heißt es unter anderem: Der Konzertflügel aus der Pianoforte-Fabrik von Gerhard Adam in Wesel, ein wahres Prachtinstrument an Ton und Arbeit, gab ein glänzendes Zeugnis ab für den enormen Fortschritt, den die rheinische Kunstgewerbetätigkeit ihren französischen und englischen Konkurrenten gegenüber gemacht hat.[6]